# Constantino Gabras
Constantino Gabras (en griego: Κωνσταντίνος Γαβρᾶς) fue un militar y noble bizantino. Fue duque de Trebisonda durante el reinado Juan II Comneno. En el 1119 atacó a los turcos danisméndidas, al tiempo que el emperador acometía a los selyúcidas. Sin embargo, esta ofensiva resultó un fracaso. Gabras fue vencido y apresado por los emires Ghazi y Tugrul de Mitilene. Solamente una oportuna disputa entre los dos jefes turcos impidió que estos aprovechasen su victoria.

## Origen del poder de los Gabras
La provincia de Caldea devino un territorio autónomo, dominado por los Gabras, desde que Teodoro Gabras lograse establecer allí una especie de principado a finales del siglo XI. En esa época, Teodoro no vaciló  en oponerse a Alejo I Comneno y Gregorio, el hermano de Constantino, maquinó una rebelión contra el emperador, antes de ser apresado.

## Autonomía y sometimiento al emperador
Después de haber servido como strategos de Filadelfia, Constantino fue nombrado duque de Caldia, probablemente antes la muerte de Alejo I en el 1118. Constantino parecía más cauto que su padre, aunque llegó a gobernar Trebisonda de manera más o menos autónoma del poder central entre el 1126 y el 1140. Nicetas Coniata se refiere a él como el «tirano de Trebisonda». Se han encontrado monedas acuñadas con el nombre de Constantino.
En el 1140, Juan II Comneno marchó a Caldia con el grueso del ejército bizantino, con el fin de combatir a los danisméndidas. Este despliegue de fuerza impresionó a Constantino, que renunció a toda veleidad de independencia y volvió a someterse por completo al Gobierno imperial.